# Del-Fi Records
Del-Fi Records war ein US-amerikanisches Musiklabel, das zwischen 1958 und 1965 Schallplatten im Popmusikbereich veröffentlichte.

## Geschichte
Die Plattenfirma Del-Fi wurde 1957 von dem damals 35-jährigen Klarinettisten und Musikproduzenten Bob Keane gegründet. Dieser war zuvor schon Mitinhaber des Labels Keen Records gewesen, schied aber 1957 nach Auseinandersetzungen mit seinem Partner John Siamas aus der Firma aus. Die erste Del-Fi-Single erschien 1958 mit den von Henri Rose gesungenen Titeln Caravan und September Song unter der Katalog-Nummer 4101. Noch im gleichen Jahr nahm Keane den 17-jährigen unbekannten Ritchie Valens unter Vertrag. Dessen erste Single wurde bereits zum Erfolg, der Titel Come On, Let's Go schaffte es in den Billboard Hot 100 bis zum Platz 42 und war gleichzeitig Del-Fis erste Notierung bei Billboard. Bereits mit Valens’ zweiter im November 1958 veröffentlichter Single mit dem Titel Donna erreichte Del-Fi den größten Erfolg der Firmengeschichte. Im Januar 1959 stand der Song auf Platz 2 der Hot 100 und hielt sich insgesamt 23 Wochen in den Charts. Bis zum Juli 1959 war Valens mit drei weiteren Titeln in den Hot 100 vertreten, zuvor war er bereits im Februar des Jahres bei einem Flugzeugabsturz ums Leben gekommen.
1959 gründete Keane die Tochterfirma Donna, benannt nach dem bisher größten Erfolg bei Del-Fi. Dem Sublabel wurde keine besondere Sparte zugewiesen, seine einzigen Top-50-Hits waren Love You So von Ron Holden (Platz 7) und To Be Loved von den Pentagons (Platz 48). Bis 1965 produzierte Donna etwa 90 Singles.

Größter Erfolg:
Donna,
Ritchie Valens, # 4110

Mit dem Tod von Valence hatte Del-Fi seinen Erfolgsgaranten verloren und es dauert zwei Jahre, ehe im Juni 1961 Those Oldies but Goodies mit Little Caesar wieder eine Del-Fi-Single in den Hot 100 auftauchte. Der Song erreichte mit Platz 9 seine beste Notierung. Zur gleichen Zeit schloss Del-Fi einen Plattenvertrag mit dem erst 14-jährigen Johnny Crawford ab. Mit dem Titel Daydreams auf seiner ersten Single kam er sofort in die Hot 100 und entwickelte sich in der Folge zum neuen Zugpferd des Labels. Bis 1964 kam er mit insgesamt sieben Titeln in Hitlisten und 1962 mit dem Titel Cindy's Birthday, der Platz 8 der Hot 100 erreichte, seinen größten Erfolg.
Crawfords im November 1963 herausgebrachter Titel Judy Loves Me war Del-Fi’s letzte Chartnotierung, er kam bei den Hot 100 auf Platz 95. Nachdem 1965 nur noch vier Singles produziert worden waren, stellte Keane die Del-Fi- und die Donna-Produktionen ein. Unter dem Label Del-Fi waren rund 200 Singles und 49 Vinyllangspielplatten veröffentlicht worden. Von den Langspielplatten waren lediglich die Produktionen Ritchie Valens (1959, Platz 23 bei den PL-Charts) und A Young Man's Fancy mit Johnny Crawford (1962, Platz 40) erfolgreich gewesen. Keane setzte seine unternehmerische Tätigkeit mit dem neuen Label Mustang fort.

## US Billboard Hot 100
| Jahr | Titel                    | Interpret                  | Kat.-Nr. | Rang |
| 1958 | Come On, Let's Go        | Ritchie Valens             | 4106     | 42.  |
| 1958 | Donna                    | Ritchie Valens             | 4110     | 02.  |
| 1958 | La Bamba                 | Ritchie Valens             | 4110     | 22.  |
| 1959 | That's My Little Suzie   | Ritchie Valens             | 4114     | 55.  |
| 1959 | Cherrystone              | The Addrisi Brothers       | 4116     | 62.  |
| 1959 | Little Girl              | Ritchie Valens             | 4117     | 92.  |
| 1961 | Those Oldies but Goodies | Little Caesar & The Romans | 4158     | 09.  |
| 1961 | Daydreams                | Johnny Crawford            | 4162     | 70.  |
| 1962 | Patti Ann                | Johnny Crawford            | 4172     | 43.  |
| 1962 | Fortune Teller           | Bobby Curtola              | 4177     | 41.  |
| 1962 | Cindy's Birthday         | Johnny Crawford            | 4178     | 08.  |
| 1962 | Your Nose Is Gonna Grow  | Johnny Crawford            | 4181     | 14.  |
| 1962 | Aladdin                  | Bobby Curtola              | 4185     | 92.  |
| 1962 | Rumors                   | Johnny Crawford            | 4188     | 12.  |
| 1963 | Proud                    | Johnny Crawford            | 4193     | 29.  |
| 1963 | Cindy's Gonna Cry        | Johnny Crawford            | 4221     | 72.  |
| 1964 | Judy Loves Me            | Johnny Crawford            | 4231     | 95.  |